# Klekkende Høj
Klekkendehøj er en tvillingjættestue mellem Tostenæs og Røddinge på det vestlige Møn ca. 10 km sydvest for Stege. Jættestuen er anlagt ca. 3300-3200 f.Kr., altså i bondestenalderen.
Den blev udgravet af kammerherre Calmette fra godset Marienborg i slutningen af 1700-tallet. Jættestuen fremstår i dag total nyrestaureret og i jættestuens ene kammer findes en rekonstruktion af, hvordan et jættestuekammer så ud i stenalderen. Højens indre er opdelt i to 1,25 m højet og 9 m lange kamre, der kan nås ad hver sin 8 m lange gang.
Calmette lod Klekkendehøj undersøge omkring 1798 eller 1799. Undersøgelsen der varede ca. otte dage, blev ledet af Calmettes hushovmester, Berg. En dæksten over hvert kammer blev fjernet for at få adgang til de to gravkamre. En del af de fundne genstande, blev senere overgivet til Oldsagskommissionen i 1807 og findes i dag på Nationalmuseet. Der blev bl.a. fundet to lerkar og et par flintdolke. 
1861 blev der i Marienborgs skøde indskrevet, at Klekkendehøj stadig skulle tilhøre godset, og at de fremtidige ejere skulle sikre uhindret adgang for de personer, som ville besøge tvillingejættestuen.
I slutningen af 1890'erne fornyede Nationalmuseet afstivningen.
1987 blev det sydlige gravkammer restaureret, og i 2002 blev nordkammeret restaureret,  og dermed er det sikret at dækstenene ikke i fremtiden skrider ned i kamrene. Samtidig blev der indlagt elektrisk lys. I dag er Klekkendehøj en af landets mest besøgte jættestuer.
En del af fundene fra Calmettes udstilling i 1700-tallet er udstillet i det ene gravkammer.